# Bornheim (Moers)
Bornheim (ⓘ) bzw. amtlich Rheinkamp-Bornheim ist ein Ortsteil (offiziell Wohnplatz) des statistischen Stadtteils Rheinkamp im Nordosten von Moers im Kreis Wesel in Nordrhein-Westfalen.

## Lage

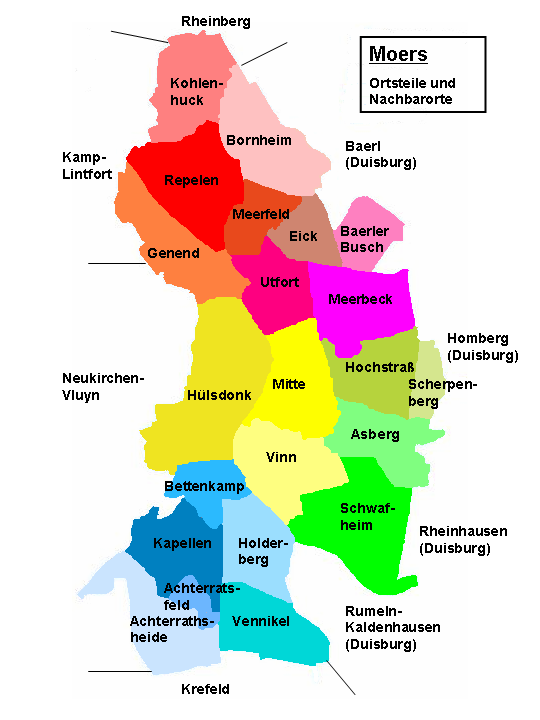
Wohnplätze von Moers; Bornheim liegt im nordöstlichen Bereich von Moers

Der Ortsteil grenzt im Norden an Kohlenhuck und den Rheinberger Ortsteil Vierbaum, im Osten an den Duisburger Stadtteil Baerl, im Süden an Eick und Meerfeld, im Westen an Repelen. Die Bundesautobahn 42 quert Bornheim im Süden von Ost nach West; die Landesstraße 137 in nord-südlicher Richtung.

## Geschichte
Bis zum Beginn des 19. Jahrhunderts lag nordwestlich von Moers ein ausgedehntes Waldgebiet, das sich über Bornheim und Baerl hinaus erstreckte und in dem seit dem Frühmittelalter kleinere Siedlungsinseln lagen. Die Bauerschaft Bornheim ist ein in diesem Waldgebiet auf einer Rodung entstandener Ort. „Burnheym“ bzw. „Byrnheim“  wurde erstmals 1341 erwähnt. Später wird er „Birnheim“ (1463), „Barnhem“ (1474) und „Borneim“ (1784) geschrieben. Borne (abgeleitet von Brennen) sind im niederrheinischen Gebiet eher selten. Zu Bornheim gehört der ehemalige Weiler Rheinkamp, welcher der Gesamtgemeinde und dem heutigen Stadtteil von Moers den Namen gab. In einer der ältesten Urkunden der Grafen von Moers von 1288 wurde dieser Weiler als „Rinkampe“ angeführt. In dieser Urkunde überschrieb Ritter Friedrich, ein Bruder von Graf Dietrich III./IV. von Moers, ein Gut im Bereich bei Repelen an Graf Adolf V. von Berg und erhielt dieses zum Lehen.
Die Bauerschaft Bornheim gehörte seit dem Mittelalter zum Kirchspiel Repelen. Als Repelen sich 1910 mit Baerl zur Gesamtgemeinde Repelen-Baerl vereinigte, wurde auch Bornheim Bestandteil dieser neuen Gemeinde. Bei der Neuordnung der Gemeinden in NRW zum 1. Januar 1975 wurde die Gemeinde Rheinkamp – dies war seit 1950 der Name von Repelen-Baerl – aufgelöst. Rheinkamp wurde mit Repelen und den zugehörigen historischen Bauerschaften nach Moers eingemeindet. Seitdem ist Bornheim einer der Wohnplätze im Stadtteil Rheinkamp von Moers.